# Gustaaf Van Roosbroeck
Gustaaf Van Roosbroeck (Hulshout, 16 de mayo de 1948) es un ciclista belga, que fue profesional entre 1969 y 1981.
En su palmarés destaca una victoria de etapa al Giro de Italia de 1973, los Tres días de La Panne y algunas clásicas, como la Nokere Koerse, la A través de Flandes y la Scheldeprijs.

## Palmarés
- 1969
  - 1º en la Bruselas-Opwijk
  - Vencedor de 2 etapas de la Olympia's Tour
- 1971
  - 1º en el Scheldeprijs
  - 1º en la Flecha Rebecquoise
  - Vencedor de una etapa de la Vuelta en Bélgica
- 1972
  - 1º en la Kuurne-Bruselas-Kuurne
  - 1º en el Gran Premio de Denain
  - 1º en el Premio Nacional de Clausura
  - 1º en el Circuito de las regiones frutales
  - Vencedor de una etapa del Gran Premio de Fourmies
- 1973
  - 1º en el Premio Nacional de Clausura
  - 1º en el Gran Premio de Valencia
  - Vencedor de una etapa al Giro de Italia
  - Vencedor de una etapa de la Vuelta en Suiza
- 1974
  - 1º en la Flèche Hesbignonne
  - Vencedor de una etapa al Tour de Romandía
- 1976
  - 1º en el Circuito de las tres provincias
- 1978
  - 1º en la Nokere Koerse
  - 1º en el Circuito de Bélgica central
- 1979
  - 1º en los Tres días de La Panne
  - 1º en la A través de Flandes
- 1980
  - Vencedor de una etapa a los Tres Días de La Panne

### Resultados al Tour de Francia
- 1973. 66.º de la clasificación general
- 1974. 63.º de la clasificación general

### Resultados al Giro de Italia
- 1973. Abandona. Vencedor de una etapa